# 9093 Sorada
9093 Sorada eller 1995 WA är en asteroid i huvudbältet som upptäcktes den 16 november 1995 av den japanska astronomen Takao Kobayashi vid Ōizumi-observatoriet. Den är uppkallad efter amatörastronomen Toshiyuki Sorada.
Asteroiden har en diameter på ungefär 7 kilometer.